# Adam Maciejewski (ekonomista)
Adam Maciejewski (ur. 31 stycznia 1967) – polski ekonomista i menedżer, w latach 2013–2014 prezes Giełdy Papierów Wartościowych w Warszawie.

## Życiorys
Absolwent Szkoły Głównej Handlowej w Warszawie, podyplomowych studiów podatkowych w Szkole Głównej Handlowej, studiów podyplomowych MBA w Szkole Głównej Administracji i Zarządzania oraz programu International Institute for Securities Markets Development w Waszyngtonie.

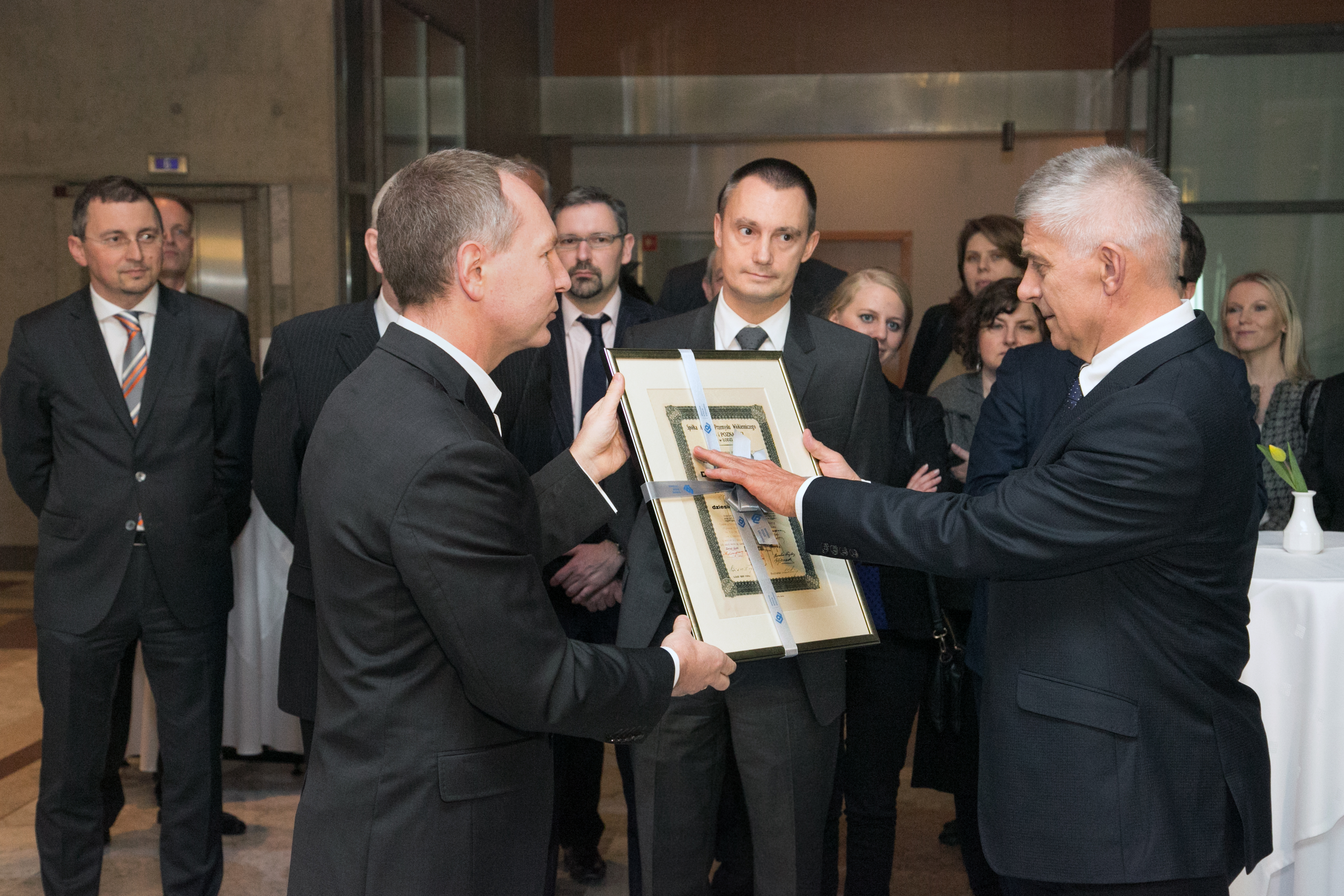
Adam Maciejewski (po lewej) z Markiem Belką podczas otwarcia Galerii Chwały Polskiej Ekonomii, GPW, marzec 2014

W latach 1994–2014 związany z Giełdą Papierów Wartościowych w Warszawie (GPW), gdzie pełnił szereg funkcji eksperckich i zarządczych. W latach 2006/2014 zasiadał w zarządzie GPW, gdzie odpowiadał m.in. za organizację notowań, rozwój rynku instrumentów pochodnych oraz systemy informatyczne. W latach 2013–2014 pełnił funkcję prezesa zarządu GPW. Kiedy pełnił funkcję prezesa zarządu GPW SA, spółka została uznana w rankingu Euromoney za najlepiej zarządzaną giełdę w regionie CEE, wyprzedzając m.in. giełdy w Stambule, Moskwie oraz Wiedniu, a udział GPW w obrotach akcjami w regionie CEE przekroczył 60%. W tym samym czasie doprowadził do objęcia przez GPW znaczącego pakietu akcji w nowej, paneuropejskiej platformie obrotu akcjami Aquis Exchange, która aktualnie notowana jest na rynku AIM London Stock Exchange i obraca akcjami spółek z 14 rynków europejskich. Z jego inicjatywy powołany został przez GPW Instytut Analiz Rynkowych i Ratingu (spółka, której zadaniem jest utworzenie o prowadzenie polskiej agencji ratingowej).
Członek wielu rad nadzorczych, m.in. Federation of European Securities Exchanges, Aquis Exchange Ltd, Towarowej Giełdy Energii SA, BondSpot SA, Krajowego Depozytu Papierów Wartościowych SA, FINDER SA, Private Equity Managers SA, Graal SA, Getin Holding SA.
Zasiadał również w Konwencie Politechniki Warszawskiej oraz Międzynarodowej Radzie Doradczej Wydziału Zarządzania Uniwersytetu Gdańskiego.
W 2014 został laureatem głównej nagrody w konkursie MBA Manager – Grand Prix Manager Award 2014 „za wybitne osiągnięcia w dziedzinie zarządzania”.
Publicysta i wykładowca. Z zamiłowania podróżnik (dotarł m.in. do odległych plemion Korowai Batu w lasach deszczowych indonezyjskiej części Nowej Gwinei), poeta (w roku 2015 Narodowe Centrum Kultury wydało zbiór jego wierszy „Ɏѧ. Mapa snów o Tobie”) oraz aktywny promotor działań z zakresu Corporate Social Responsibility oraz Individual Social Responsibility (współpracując ze znanymi polskimi artystami zorganizował m.in. szereg wydarzeń promujących polską kulturę w Warszawie, Krakowie, Brukseli i Londynie).